# Герой Социалистического Труда (НРБ)
Герой Социалистического Труда — почетное звание Народной Республики Болгария, учрежденное указом Великого Народного собрания 15 июня 1948 года. Звание присуждалось за достижения в развитии народного хозяйства, науки, просвещения, культуры, искусства и технического прогресса. Лицам, удостоенным звания, вручались медаль «Золотая Звезда» и орден Георгия Димитрова.

## История
До июня 1954 года Героями Социалистического Труда НРБ стали 54 человека, среди которых: трынский каменщик Федор Стоименов (разработавший метод скоростной кладки, нашедший широкое применение в строительных бригадах) и габровская швея Лиляна Димитрова (первая в отрасли освоившая работу на 30 моделях машин и станков, на основе опыта оптимизировавшая процесс обучения и переподготовки работников всей швейной промышленности Болгарии, что повысило производительность труда в этой отрасли).
Среди награждённых были не только граждане Болгарии, но также граждане иностранных государств, в том числе СССР (первый космонавт Юрий Гагарин).
До отмены звания в ноябре 1990 года этого звания было удостоено около 1700 человек.

## Описание

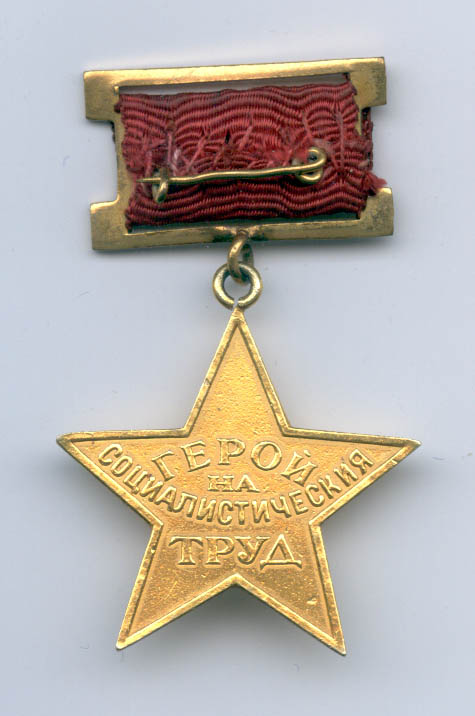
Медаль Героя Социалистического труда НРБ, реверс

Медаль имеет форму рельефной пятиконечной звезды диаметром 32 мм. В центре аверса помещены скрещенные серп и молот. В центре реверса надпись в четыре строки: «ГЕРОЙ / НА / СОЦИАЛИСТИЧЕСКИЯ / ТРУД».
Звезда носится на красной ленте, обтянутой вокруг прямоугольной металлической пластинки, на левой стороне груди.